# Morsiglia
Morsiglia (in corso Mursiglia) è un comune francese di 152 abitanti situato nel dipartimento dell'Alta Corsica nella regione della Corsica.

## Geografia
Morsiglia è situata sulla costa occidentale della penisola di Capo Corso.
Morsiglia è formato delle seguenti borgate: Mute, Stanti, Baragogna, Pecorile, Mucchieta, Posacce, Sundi e Pruno.

## Monumenti e luoghi d'interesse
- Chiesa di San Cipriano
- Convento dell'Annunziata

## Società

### Evoluzione demografica
Abitanti censiti